# هانشتدت
هانشتدت (به آلمانی: Hanstedt) یک شهر در آلمان است که در Hanstedt واقع شده‌است. هانشتدت ۴٬۸۰۰ نفر جمعیت دارد.